# Двигатель Ленуара

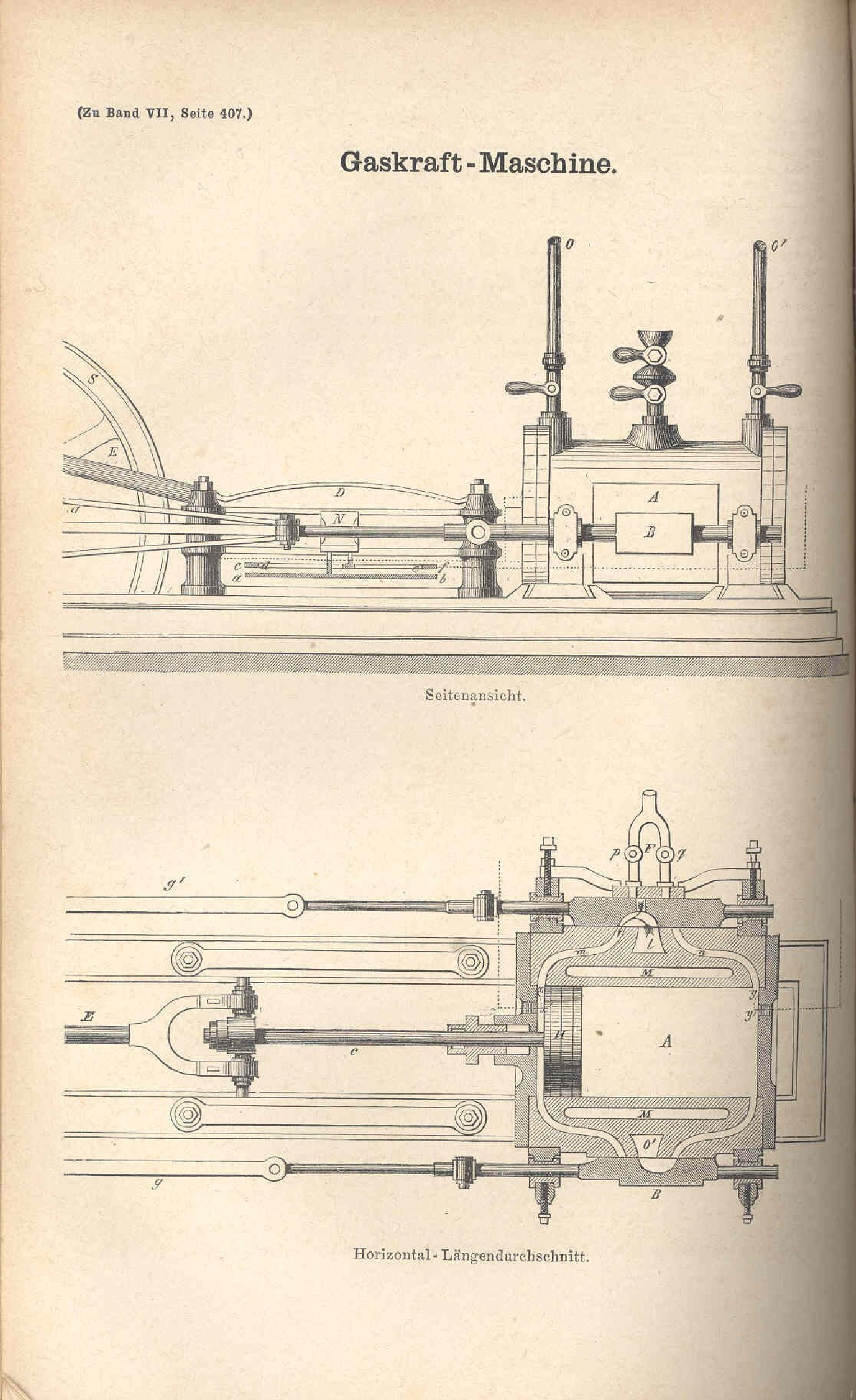
Двигатель Ленуара в двух проекциях.

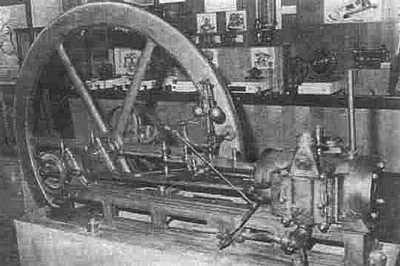
Двигатель Ленуара (музейный экспонат).

Двигатель Ленуара — исторически первый серийно выпускавшийся двигатель внутреннего сгорания, запатентованный 24 января 1860 г. бельгийским изобретателем Жаном Жозефом Этьеном Ленуаром.
На конструкцию одноцилиндрового двухтактного газового двигателя заметное влияние оказали технические решения, ранее использованные в паровой машине Уатта: поршень двойного действия (рабочими ходами являются и прямой и обратный), крейцкопф (оставшийся и поныне в мощных судовых дизельных двигателях), золотниковый механизм, управляющий подачей рабочего тела в цилиндр и удалением отработанного, то есть примитивный газораспределительный механизм, который в следующих изобретённых двигателях заменялся на уже привычные пружинные клапана (а кое-где и десмодромный механизм), приводимые в действие кулачковыми распределительными валами. Только рабочим телом является не пар, а продукты сгорания смеси воздуха и светильного газа, вырабатываемого газогенератором.
Рабочий процесс двигателя Ленуара можно рассмотреть, начиная с движения поршня из одного из крайних положений. При этом золотники установлены в позицию, при которой в рабочую (расширяющуюся) полость цилиндра поступает воздух и светильный газ, а из другой полости поршнем вытесняются продукты сгорания, образовавшиеся в предшествующем такте. На этой стадии цикла движение механизма происходит за счёт инерции маховика. Когда объём рабочей полости достигнет некоторой величины, определяемой кинематикой механизма, золотник перекрывает подачу топливной смеси, и на свечу зажигания подаётся высоковольтный электрический разряд, топливная смесь воспламеняется и сгорает взрывообразно, прежде, чем поршень успевает значительно продвинуться, то есть практически при постоянном объёме. При этом давление и температура газа в рабочей полости многократно увеличиваются, он расширяется и квазиадабатно совершает работу, двигая поршень до крайнего положения, противоположного начальному, при этом золотник перемещается в позицию выпуска отработанного газа. После прохождения мёртвой точки (за счёт инерции маховика) процесс повторяется при обратном ходе поршня.
Газовый двигатель был менее громоздким и тяжёлым в сравнении с паровыми, проще в управлении, при запуске не требовал длительной подготовки (разогрева котла), а в стационарном режиме работал полностью автоматически, тогда как для работы паровой машины требовалось постоянное участие кочегара. Ввиду этих преимуществ  газовый мотор Ленуара сразу привлёк к себе внимание потребителей.
Этих двигателей было выпущено свыше 300 единиц (по некоторым источникам — до 500) несколькими французскими фирмами, на которых Ленуар размещал заказы на изготовление. Они использовались как стационарные, судовые, как приводы локомотивов и дорожных экипажей. Но после появления в продаже четырёхтактного двигателя внутреннего сгорания конструкции Николауса Отто (принцип действия которого широко используется и сегодня), двигатель Ленуара быстро потерял свои позиции на рынке и, в конце концов, был полностью вытеснен двигателем Отто.
Двигатель Ленуара значительно уступал конкуренту по термическому КПД, кроме того, по сравнению с другими поршневыми двигателями внутреннего сгорания, у него была крайне низкая мощность, снимаемая с единицы рабочего объёма цилиндра. Двигатель с 18-литровым цилиндром развивал мощность всего в 2 лошадиных силы. Эти недостатки были следствием того, что в двигателе Ленуара отсутствует сжатие топливной смеси перед зажиганием. Равномощный ему двигатель Отто (в цикле которого был предусмотрен специальный такт сжатия) весил в несколько раз меньше и был гораздо более компактным.
Даже наличие некоторых очевидных преимуществ двигателя Ленуара — относительно малый шум (следствие выхлопа практически при атмосферном давлении) и низкий уровень вибраций (следствие более равномерного распределения рабочих ходов по циклу) — не помогли ему выдержать конкуренцию.
В технической термодинамике рабочий процесс двигателя Ленуара описывается циклом Ленуара.